# Aeterni Patris
Aeterni Patris — енцикліка папи Льва ХІІІ опублікована 4 серпня 1879 року.
Aeterni Patris — це перша папська енцикліка, повністю присвячена філософії. Вона закликала повернутися до томізму як найдосконалішої для католиків філософської системи.